# Peter Infeld

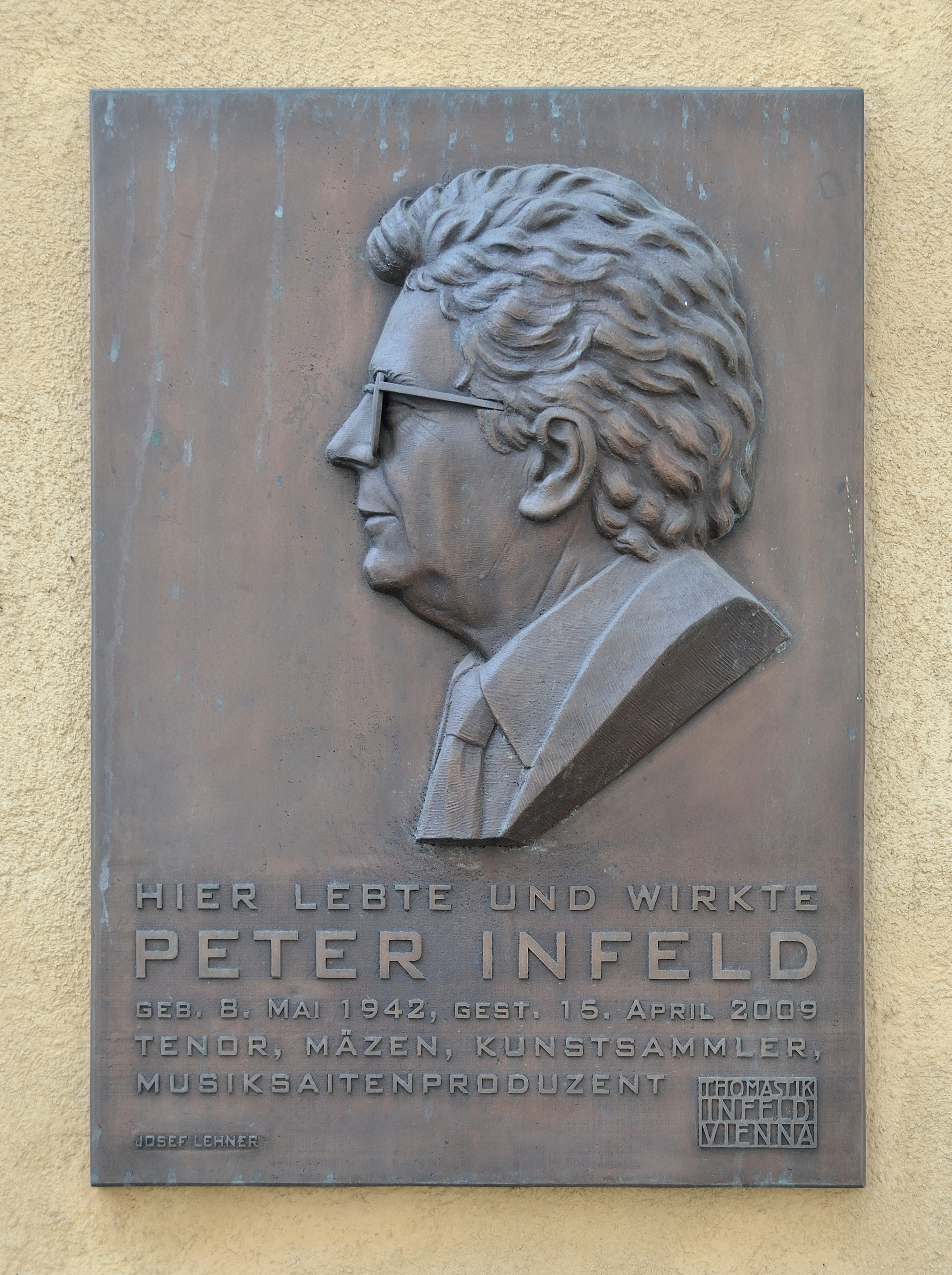
Gedenktafel Peter Infeld in der Diehlgasse 27 in Wien-Margareten

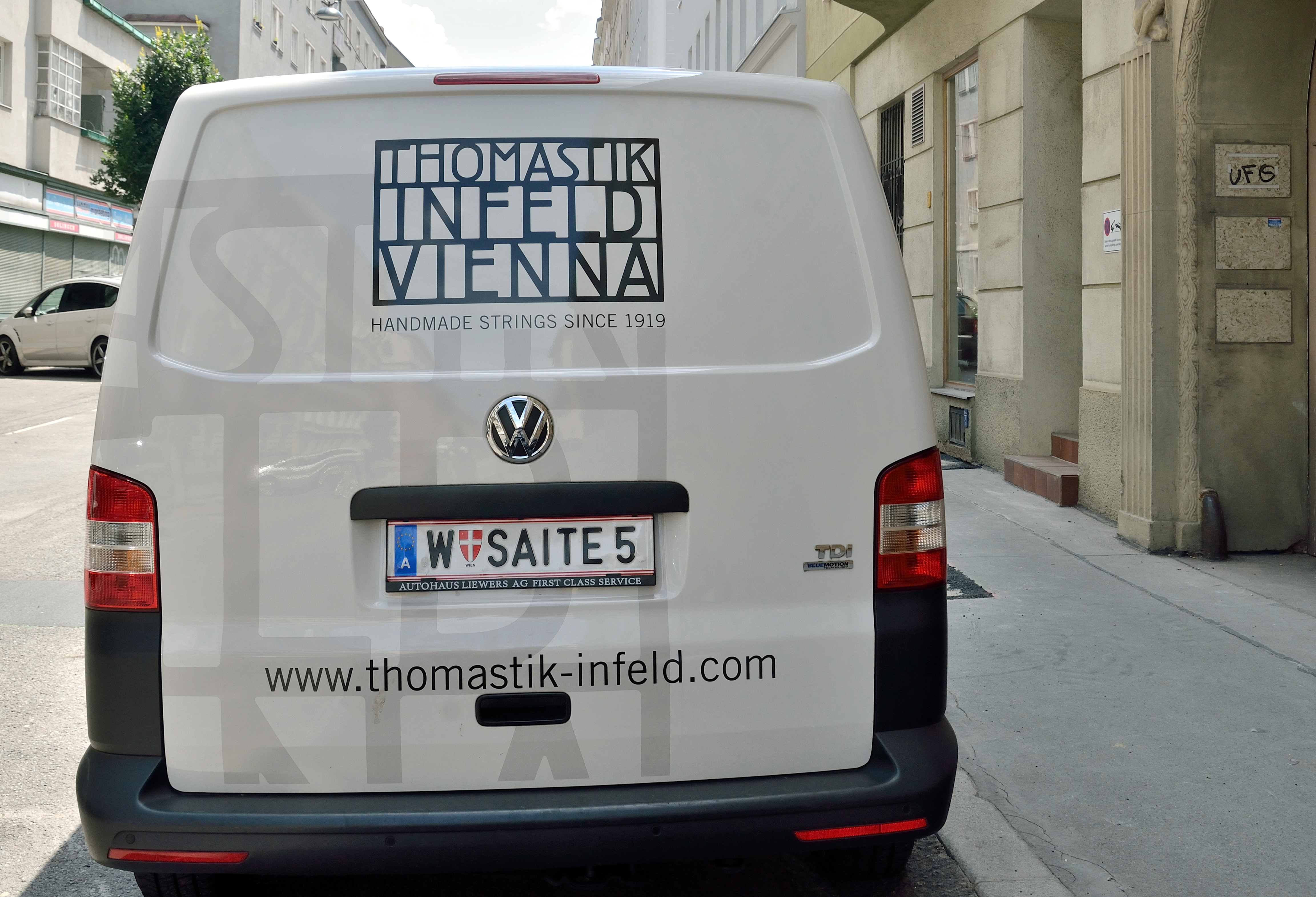
Firmenauto von Thomastik-Infeld vor der Diehlgasse 27

Peter Infeld (geborener Peter Goretschan; * 8. Mai 1942 in Wien; † 15. April 2009 ebenda) war ein österreichischer Musiker, Saitenproduzent sowie Kunstsammler und -mäzen.

## Biografie
Infelds leiblicher Vater fiel in Stalingrad. Seine Mutter Margaretha (1904–1994) heiratete Jahre später den Maschinenbauingenieur Otto Infeld, der mit dem Geigenbauer Franz Thomastik Stahlsaiten für Streichinstrumente entwickelte und den Sohn seiner Frau adoptierte.
Infeld maturierte 1960 in Wien und erhielt in jungen Jahren eine Gesangsausbildung zum Tenor. Nach dem Tod seines Stiefvaters im Jahr 1965 übernahm seine Mutter Margaretha Infeld die Saitenfirma. Ende der Sechzigerjahre begann er mit seiner Mutter Bilder zu sammeln, unter anderem Kunst aus Gugging und Naive Kunst aus Kroatien. Infeld hatte eine Kunstsammlung mit über 12.000 Werken zusammengetragen und baute dafür das Jagdhaus des Schlosses Halbturn zu einer Ausstellungshalle um.
Nach dem Tod der Mutter im Jahre 1994 wurde Infeld alleiniger Geschäftsführer der Thomastik-Infeld GmbH.

## Die Firma
1919 beschlossen der Geigenbauer Franz Thomastik und der Bauingenieur Otto Infeld, eine Firma zur Herstellung von Stahlsaiten für Musikinstrumente zu gründen. Von nun an wurde die herkömmliche Darmsaite durch den neuen Saitentyp ersetzt. Die Firma Thomastik-Infeld bot mehrere dieser Saiten an, was die Marke bei Musikern in kurzer Zeit auf der ganzen Welt sehr beliebt machte. Von 1965 bis 1994 leitete Margaretha Infeld die Firma. Nach ihrem Tod wurde das Unternehmen von ihrem Sohn Peter Infeld weitergeführt. Er wurde 67 Jahre alt. Das Unternehmen wird seit 2009 von seiner Witwe Zdenka Infeld geleitet. Im September 2012 ist eine  Gedenktafel, durch Zdenka Infeld und den Bezirksvorsteher von Margareten Kurt Wimmer, am Haus Diehlgasse 27, der Firmensitz von Thomastik-Infeld GmbH, enthüllt worden.
Das Unternehmen stellt immer noch Dominant-Saiten her, eine der frühesten Marken von Perlon-Saiten, die heute als Standard für andere synthetische Saitensätze gelten. Weitere Saitenmarken des Unternehmens sind zum Beispiel: Superflexibel, Belcanto, Vision, Infeld (Rot und Blau), Spirocore Präzision, Alphayue, Peter Infeld. Die Firma Thomastik-Infeld fertigt mit über 200 Mitarbeitern jedes Jahr 4,2 Millionen Saiten. Der Umsatz (2016) belief sich auf 17 Millionen US-Dollar.